# Копылов, Дмитрий Епифанович
Дми́трий Епифа́нович Копыло́в — русский землепроходец XVII века, томский казачий атаман, сын боярский (с 1643 года), участник первого похода русских к Тихому океану (1636—1641), строительства Бутальского острога (1638) на Алдане и Сосновского острога (1657) на Томи.
В 1636 году из Томска на Дальний Восток, с целью исследования новых земель и поисков «иноверцев», не обложенных ясаком, вышел отряд из 50 казаков под руководством атамана Дмитрия Копылова. 28 июня 1638 года в 100 километрах от устья реки Маи (вверх по Алдану) ими был поставлен Бутальский острог. В связи с острой нехваткой серебра в Русском царстве, Копылов посылает на разведку своего помощника Ивана Москвитина. Отряд под его командованием, включавший, помимо самого Москвитина, ещё 30 человек, вышел через реки и горы для «проведывания моря», а оставшиеся казаки из отряда Копылова остались для исследования окрестных территорий. В августе того же года отряд Москвитина через хребет Джунгур, по притоку реки Маи — реке Нудыми и притоку реки Ульи, впадающей в Охотское море, вышел на побережье Тихого океана. В это же время там было заложено первое русское селение на Дальнем Востоке и непосредственно на берегах Тихого океана — Усть-Ульинское зимовье, где за зиму 1639—1640 годов было построено два больших морских коча длиной около 17 метров.
«…Посылал на государеву службу томской атаман Дмитрей Копылов томских служилых людей Ивашка Юрьева сына Москвитина да их, казаков, с ним тритцать человек на большое море окиян, по тунгускому языку на Ламу. …Вышли на реку на Улью на вершину, да тою Ульею рекою шли вниз стругом плыли восьмеры сутки и на той же Улье реки, зделав лодью, плыли до моря до устья той Ульи реки, где она впала в море, пятеры сутки. И тут де они, на усть реки, поставили зимовье с острожком.»
На обратном пути к группе Москвитина присоединились ожидавшие её в Якутском остроге оставшиеся казаки отряда Копылова, и в 1641 году они вместе вернулись в Томск.
Экспедиция Копылова — Москвитина имеет важное историческое значение: в ходе её русские впервые вышли на побережье Тихого океана, узнали о реках Амур, Улья, Охота, Уда. Таким образом, было положено начало русскому тихоокеанскому мореходству и освоению дальневосточных земель.
В 1645 году Москвитин совместно с Копыловым сделал доклад томскому воеводе князю Осипу Щербатову о снаряжении казачьей экспедиции на реку Амур (план не был реализован в связи с походом Василия Пояркова).
Во время томского восстания 1648—1649 вместе с сыном Григорием поддерживал воеводу Осипа Щербатого и пострадал от восставших.
В 1657 году вместе с сыном боярским Юрием Едловским ему было поручено построить Сосновский острог южнее Томска. Сыновья Дмитрия основали селение Копылово, где до сих пор проживают потомки первопроходца.